# Somalische Zentralbank

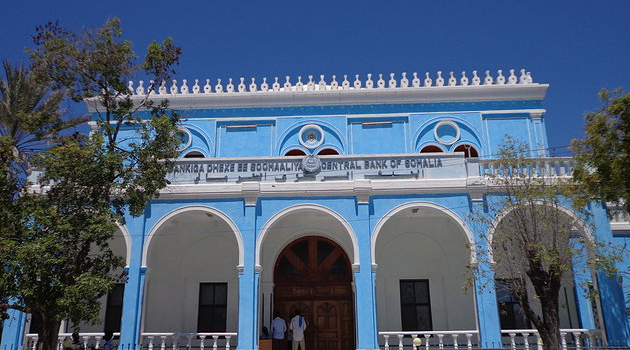
Somalische Zentralbank in Mogadischu, 2014.

Die Somalische Zentralbank (Somali: Bankiga Dhexe ee Soomaaliya) ist die Zentralbank der Bundesrepublik Somalia.

## Geschichte

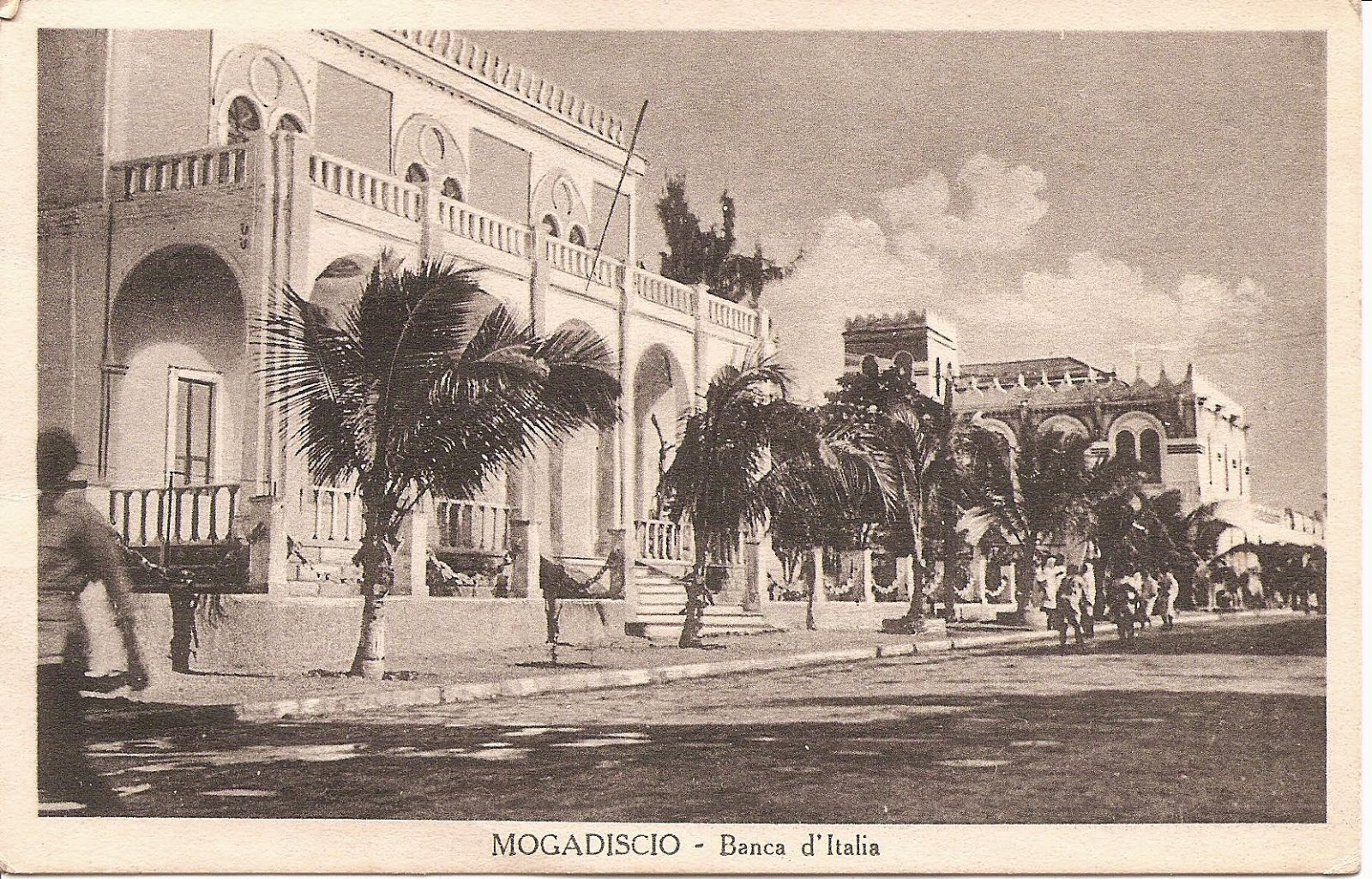
Banca d'Italia in Mogadischu, 1950.

Sie wurde nach der Unabhängigkeit des Landes am 1. Juli 1960 als Banca Nazionale Somala gegründet, um die bisherigen Tätigkeiten der Cassa per la Circolazione Monetaria della Somalia und des am 15. November 1920 gegründeten Zweiges der Banca d’Italia in Mogadischu zu übernehmen. Die neue Bank verband die Tätigkeit einer Zentralbank mit kommerziellen Banktätigkeiten.
1968 fusionierte die Regierung die Somalische Kreditbank Credito Somalo, die die Treuhandverwaltung Italienisch-Somalilands 1954 gegründet hatte, mit der Banca Nazionale Somala.
1971 gründete die 1969 an die Macht gekommene Regierung Siad Barres die Somalische Spar- und Kreditbank (Somali Savings and Credit Bank), die die kommerziellen Sparten der Banca Nazionale Somala und des Credito Somalo übernahm, womit die Banca Nazionale Somala nunmehr allein Zentralbankaufgaben wahrnahm. Die Somalische Spar- und Kreditbank hatte Zweigstellen in Baidoa, Beledweyne, Berbera, Boosaaso, Burao, Gaalkacyo, Qardho, Hargeisa, Kismaayo und möglicherweise auch zeitweise in Dschibuti.
Am 8. Februar 1975 benannte die Regierung die Banca Nazionale Somala in Somalische Zentralbank (Bankiga Dhexe ee Soomaaliya) um. Die Regierung vereinigte auch die Somalische Spar- und Kreditbank und die Somalische Kommerzielle Bank (Somali Commercial Bank) zur einzigen kommerziellen Bank Somalias.
Es ist unklar, inwiefern die Somalische Zentralbank seit dem Zusammenbruch der Regierung und dem Beginn des somalischen Bürgerkrieges 1991 tätig war; es gibt keine Internetpräsenz, und Nachrichten über die Bank sind selten. Banknoten des Somalia-Schillings wurden in Somalia im Bürgerkrieg in großem Umfang illegal gedruckt.
Die Übergangsverfassung der Übergangsregierung Somalias von 2004 sah die Einrichtung einer Zentralbank vor. Im Dezember 2006 war es der Zentralbank möglich, ihre Büros in Mogadischu und Baidoa wieder zu öffnen und erstmals seit Jahren wieder über eine Zentrale zu verfügen. Mit dem "Central Bank of Somalia Act" vom 22. April 2011 erhielt die Zentralbank eine neue gesetzliche Grundlage und klar definierte Funktionen.